# Don Juan, Mexiko
Don Juan är en ort i Mexiko.   Den ligger i kommunen San Miguel de Allende och delstaten Guanajuato, i den centrala delen av landet, 240 km nordväst om huvudstaden Mexico City. Don Juan ligger 1 857 meter över havet och antalet invånare är 173.
Terrängen runt Don Juan är platt åt nordväst, men åt sydost är den kuperad. Runt Don Juan är det ganska tätbefolkat, med 96 invånare per kvadratkilometer. Närmaste större samhälle är San Miguel de Allende, 6,7 km öster om Don Juan. Trakten runt Don Juan består i huvudsak av gräsmarker.